# Hozelec
Hozelec este o comună slovacă, aflată în districtul Poprad din regiunea Prešov. Localitatea se află la altitudinea de 683 m deasupra n.m., se întinde pe o suprafață de 4 km2 și în 2017 număra 791 de locuitori. Se învecinează cu comuna Švábovce.

## Istoric
Localitatea Hozelec este atestată documentar din 1243.

## Demografie
| An:                | 1994 | 2004    | 2014   | 2024   |
| ------------------ | ---- | ------- | ------ | ------ |
| Număr de persoane: | 684  | 831     | 795    | 777    |
| Diferență:         |      | +21,49% | −4,33% | −2,26% |

| An:                | 2023 | 2024   |
| ------------------ | ---- | ------ |
| Număr de persoane: | 787  | 777    |
| Diferență:         |      | −1,27% |